# Nolito
Nolito, pseudonimo di Manuel Agudo Durán (Sanlúcar de Barrameda, 15 ottobre 1986), è un ex calciatore spagnolo, di ruolo attaccante o ala.

## Caratteristiche tecniche
Giocava prevalentemente come ala sinistra, ma poteva giocare anche sulla fascia opposta, dotato di buona velocità e agilità, possedeva inoltre un ottimo dribbling e buone capacità tecniche.

## Carriera

### Club

#### Gli inizi
Cresciuto calcisticamente nelle giovanili del Unión Deportiva Algaida, passa poi alla squadra giovanile del Barcellona, la filiale Barcellona B. Qui rimane tre anni prima di esordire in prima squadra. Questo accade il 3 ottobre 2010 quando fa la sua prima presenza nella Primera División nella partita, al Camp Nou, contro il Maiorca. Il 10 novembre 2010 ha realizzato il suo primo gol con il Barcellona, anche se in Coppa del Re, contro il Ceuta. Con il club catalano ha utilizzato la maglia numero 27.

#### Benfica

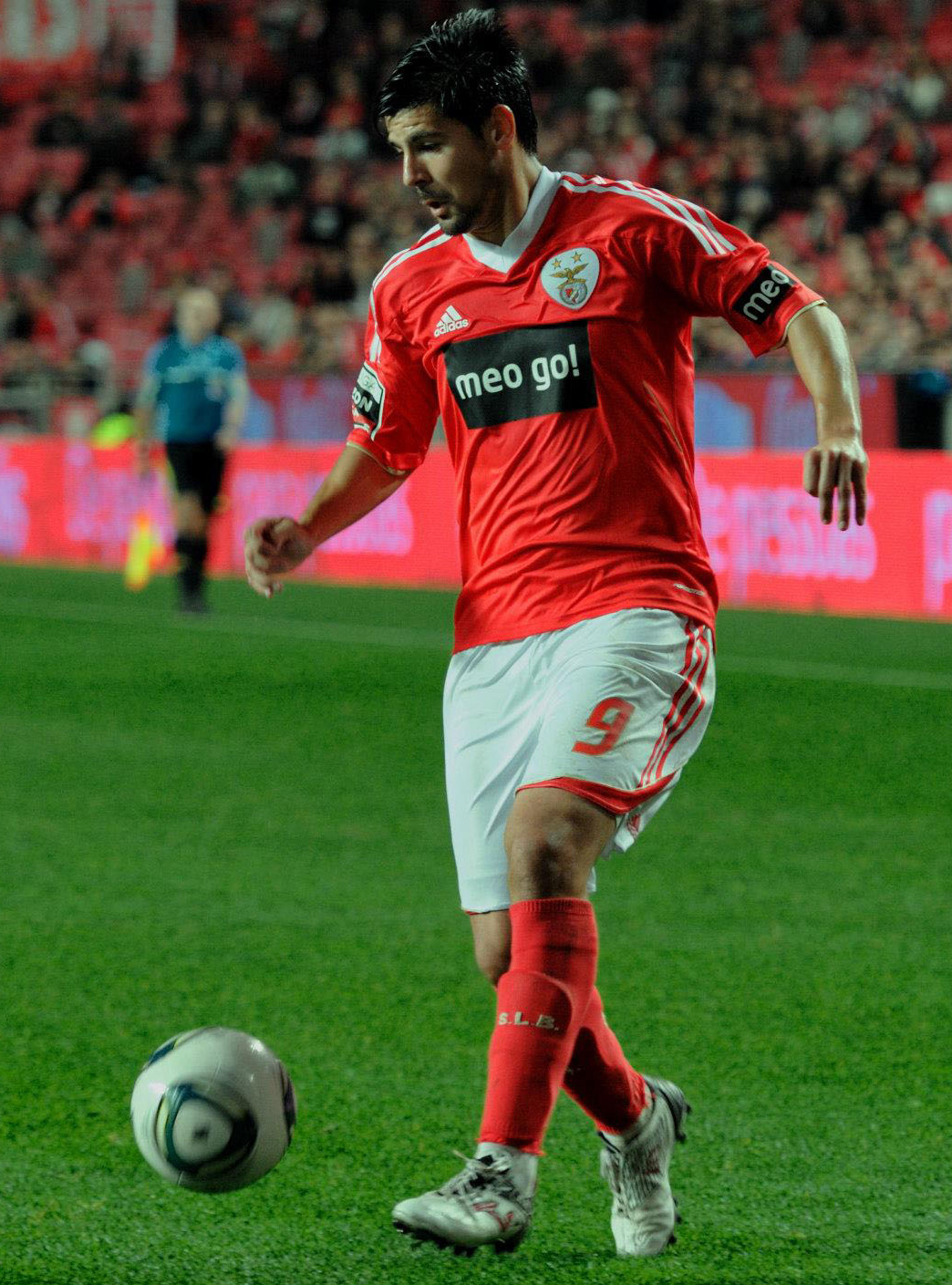
Nolito in azione con la maglia del Benfica nel 2011.

Il 22 maggio 2011 viene acquistato dai portoghesi del Benfica. Il 13 agosto 2011 durante il primo incontro di campionato riesce ad essere decisivo andando a segno contro il Gil Vicente la partita termina con un pareggio (2-2).

#### Celta Vigo

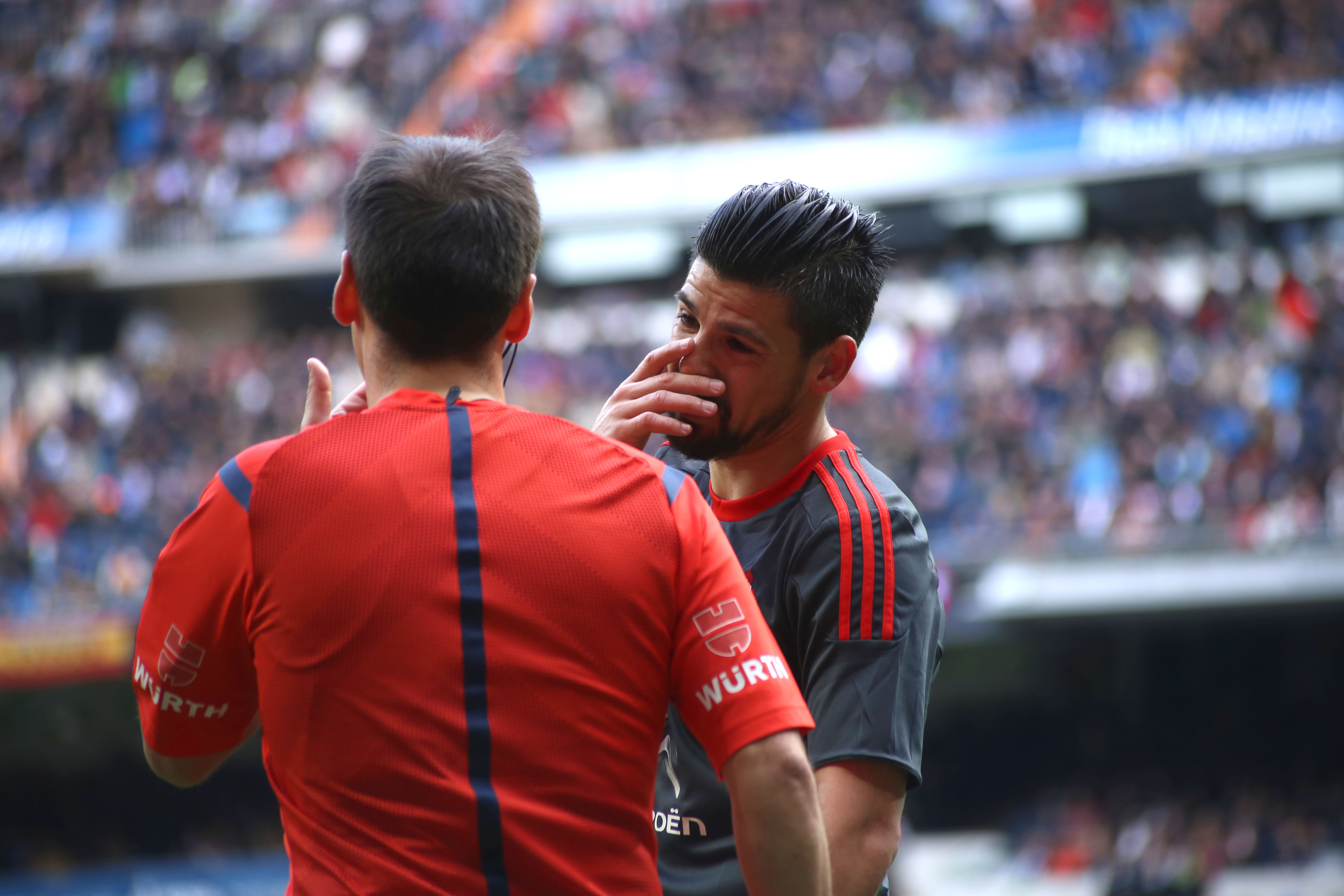
Nolito durante una conversazione verbale con l'assistente, con la maglia del Celta Vigo nel 2015.

L'8 luglio 2013 è stato girato in prestito al Celta Vigo dal Benfica. Nell'estate 2015 viene riscattato interamente il suo cartellino e firma un contratto di durata quadriennale.

#### Manchester City
Il 1º luglio 2016 è stato acquistato per 18 milioni di euro dal Manchester City, con cui ha firmato un contratto quadriennale.

#### Siviglia
Il 16 luglio 2017 fa ritorno in Liga, dopo una sola stagione nella Premier, venendo acquistato dal Siviglia per 9 milioni di euro e firmando un contratto triennale. Esordisce con i Rojiblancos il 19 agosto, contro l'Espanyol. Il 9 settembre sigla la sua prima rete con gli andalusi nella partita contro l'Eibar.

#### Ritorno al Celta Vigo
Non avendo trovato l’accordo per il rinnovo di contratto col Siviglia in scadenza il 30 giugno 2020, su autorizzazione della federazione torna a parametro zero al Celta Vigo con cui esordisce nuovamente segnando su rigore contro l'Alavés il 21 giugno 2020. Al termine della stagione 2021-2022, decide di non rinnovare il proprio contratto, chiudendo la sua seconda esperienza con il club galiziano raccogliendon 79 presenze e 13 reti complessive.

#### Ibiza e ritiro
Il 5 settembre 2022 viene ingaggiato a parametro zero dall'Ibiza, militante in Segunda División, il secondo livello del calcio spagnolo. Terminata la stagione con il club biancoazzurro, rimane svincolato.
Il 13 settembre 2023 annuncia il ritiro dal calcio giocato.

### Nazionale
Fa il suo esordio ufficiale con la nazionale spagnola a 28 anni, il 18 novembre 2014, in occasione dell'amichevole persa 1-0 contro la Germania. Il 29 maggio 2016 realizza una doppietta in amichevole nel 3-1 sulla Bosnia ed Erzegovina, bissata due giorni dopo nel 6-1 sulla Corea del Sud.
Viene convocato per gli Europei 2016 in Francia. Fa il suo esordio in tal competizione il 13 giugno 2016 giocando la prima partita del girone da titolare contro la Repubblica Ceca (vinta 1-0). Nella seconda partita il 17 giugno contro la Turchia segna il suo primo gol in tale manifestazione nella vittoria per 3-0.

## Statistiche

### Presenze e reti nei club
Statistiche aggiornate al 6 settembre 2022.
| Stagione            | Squadra             | Campionato          | Campionato | Campionato | Coppe nazionali | Coppe nazionali | Coppe nazionali | Coppe continentali | Coppe continentali | Coppe continentali | Altre coppe | Altre coppe | Altre coppe | Totale | Totale |
| Stagione            | Squadra             | Comp                | Pres       | Reti       | Comp            | Pres            | Reti            | Comp               | Pres               | Reti               | Comp        | Pres        | Reti        | Pres   | Reti   |
| ------------------- | ------------------- | ------------------- | ---------- | ---------- | --------------- | --------------- | --------------- | ------------------ | ------------------ | ------------------ | ----------- | ----------- | ----------- | ------ | ------ |
| 2005-2006           | Atlético Sanluqueño | TD                  | 32         | 24         |                 | -               | -               | -                  | -                  | -                  | -           | -           | -           | 32     | 24     |
| 2006-2007           | Écija               | SDB                 | 31         | 2          | CR              | 5               | 3               | -                  | -                  | -                  | -           | -           | -           | 36     | 5      |
| 2007-2008           | Écija               | SDB                 | 36+4       | 12+1       | CR              | 0               | 0               | -                  | -                  | -                  | -           | -           | -           | 40     | 13     |
| Totale Écija        | Totale Écija        | Totale Écija        | 67+4       | 14+1       |                 | 5               | 3               |                    | -                  | -                  |             | -           | -           | 76     | 18     |
| 2008-2009           | Barcellona B        | SDB                 | 28         | 4          | -               | -               | -               | -                  | -                  | -                  | -           | -           | -           | 28     | 4      |
| 2009-2010           | Barcellona B        | SDB                 | 35+6       | 12         | -               | -               | -               | -                  | -                  | -                  | -           | -           | -           | 41     | 12     |
| 2010-2011           | Barcellona B        | SD                  | 38         | 13         | -               | -               | -               | -                  | -                  | -                  | -           | -           | -           | 38     | 13     |
| Totale Barcellona B | Totale Barcellona B | Totale Barcellona B | 101+6      | 29         |                 | -               | -               |                    | -                  | -                  |             | -           | -           | 107    | 29     |
| 2010-2011           | Barcellona          | PD                  | 2          | 0          | CR              | 3               | 1               | UCL                | 0                  | 0                  | SS          | 0           | 0           | 5      | 1      |
| 2011-2012           | Benfica             | PL                  | 29         | 11         | CP+CdL          | 3+4             | 0+1             | UCL                | 12                 | 3                  | -           | -           | -           | 48     | 15     |
| 2012-feb. 2013      | Benfica             | PL                  | 6          | 1          | CP+CdL          | 3+3             | 0               | UCL                | 3                  | 0                  | -           | -           | -           | 15     | 1      |
| Totale Benfica      | Totale Benfica      | Totale Benfica      | 35         | 12         |                 | 13              | 1               |                    | 15                 | 3                  |             | -           | -           | 63     | 16     |
| feb.-giu. 2013      | Granada             | PD                  | 17         | 3          | CR              | 0               | 0               | -                  | -                  | -                  | -           | -           | -           | 17     | 3      |
| 2013-2014           | Celta Vigo          | PD                  | 35         | 14         | CR              | 2               | 0               | -                  | -                  | -                  | -           | -           | -           | 37     | 14     |
| 2014-2015           | Celta Vigo          | PD                  | 36         | 13         | CR              | 1               | 0               | -                  | -                  | -                  | -           | -           | -           | 37     | 13     |
| 2015-2016           | Celta Vigo          | PD                  | 29         | 12         | CR              | 0               | 0               | -                  | -                  | -                  | -           | -           | -           | 29     | 12     |
| 2016-2017           | Manchester City     | PL                  | 19         | 4          | FACup+CdL       | 4+1             | 0               | UCL                | 6                  | 2                  | -           | -           | -           | 30     | 6      |
| 2017-2018           | Siviglia            | PD                  | 30         | 4          | CR              | 5               | 1               | UCL                | 7                  | 0                  | -           | -           | -           | 42     | 5      |
| 2018-2019           | Siviglia            | PD                  | 4          | 0          | CR              | 3               | 1               | UEL                | 10                 | 4                  | SS          | 0           | 0           | 17     | 5      |
| 2019-giu.2020       | Siviglia            | PD                  | 15         | 3          | CR              | 3               | 2               | UEL                | 2                  | 0                  | -           | -           | -           | 20     | 5      |
| Totale Siviglia     | Totale Siviglia     | Totale Siviglia     | 49         | 7          |                 | 11              | 4               |                    | 19                 | 4                  |             | 0           | 0           | 79     | 15     |
| giu.-ago.2020       | Celta Vigo          | PD                  | 7          | 2          | CR              | 0               | 0               | -                  | -                  | -                  | -           | -           | -           | 7      | 2      |
| 2020-2021           | Celta Vigo          | PD                  | 36         | 7          | CR              | 1               | 2               | -                  | -                  | -                  | -           | -           | -           | 37     | 9      |
| 2021-2022           | Celta Vigo          | PD                  | 32         | 2          | CR              | 3               | 0               | -                  | -                  | -                  | -           | -           | -           | 35     | 2      |
| Totale Celta Vigo   | Totale Celta Vigo   | Totale Celta Vigo   | 175        | 50         |                 | 7               | 2               |                    | -                  | -                  |             | -           | -           | 182    | 52     |
| set. 2022-2023      | Ibiza               | SD                  | 25         | 1          | CR              | 1               | 0               | -                  | -                  | -                  | -           | -           | -           | 26     | 1      |
| Totale carriera     | Totale carriera     | Totale carriera     | 532        | 145        |                 | 45              | 11              |                    | 40                 | 9                  |             | 0           | 0           | 617    | 165    |

### Cronologia presenze e reti in nazionale
| Cronologia completa delle presenze e delle reti in nazionale ― Spagna | Cronologia completa delle presenze e delle reti in nazionale ― Spagna | Cronologia completa delle presenze e delle reti in nazionale ― Spagna | Cronologia completa delle presenze e delle reti in nazionale ― Spagna | Cronologia completa delle presenze e delle reti in nazionale ― Spagna | Cronologia completa delle presenze e delle reti in nazionale ― Spagna | Cronologia completa delle presenze e delle reti in nazionale ― Spagna | Cronologia completa delle presenze e delle reti in nazionale ― Spagna |
| Data                                                                  | Città                                                                 | In casa                                                               | Risultato                                                             | Ospiti                                                                | Competizione                                                          | Reti                                                                  | Note                                                                  |
| --------------------------------------------------------------------- | --------------------------------------------------------------------- | --------------------------------------------------------------------- | --------------------------------------------------------------------- | --------------------------------------------------------------------- | --------------------------------------------------------------------- | --------------------------------------------------------------------- | --------------------------------------------------------------------- |
| 18-11-2014                                                            | Vigo                                                                  | Spagna                                                                | 0 – 1                                                                 | Germania                                                              | Amichevole                                                            | -                                                                     | 77’                                                                   |
| 11-6-2015                                                             | León                                                                  | Spagna                                                                | 2 – 1                                                                 | Costa Rica                                                            | Amichevole                                                            | -                                                                     | 59’                                                                   |
| 9-10-2015                                                             | Logroño                                                               | Spagna                                                                | 4 – 0                                                                 | Lussemburgo                                                           | Qual. Euro 2016                                                       | -                                                                     | 77’                                                                   |
| 12-10-2015                                                            | Kiev                                                                  | Ucraina                                                               | 0 – 1                                                                 | Spagna                                                                | Qual. Euro 2016                                                       | -                                                                     | 75’                                                                   |
| 13-11-2015                                                            | Alicante                                                              | Spagna                                                                | 2 – 0                                                                 | Inghilterra                                                           | Amichevole                                                            | -                                                                     | 46’                                                                   |
| 27-3-2016                                                             | Cluj-Napoca                                                           | Romania                                                               | 0 – 0                                                                 | Spagna                                                                | Amichevole                                                            | -                                                                     | 46’                                                                   |
| 29-5-2016                                                             | San Gallo                                                             | Spagna                                                                | 3 – 1                                                                 | Bosnia ed Erzegovina                                                  | Amichevole                                                            | 2                                                                     | 60’                                                                   |
| 1-6-2016                                                              | Wals-Siezenheim                                                       | Spagna                                                                | 6 – 1                                                                 | Corea del Sud                                                         | Amichevole                                                            | 2                                                                     |                                                                       |
| 7-6-2016                                                              | Getafe                                                                | Spagna                                                                | 0 – 1                                                                 | Georgia                                                               | Amichevole                                                            | -                                                                     |                                                                       |
| 13-6-2016                                                             | Tolosa                                                                | Spagna                                                                | 1 – 0                                                                 | Rep. Ceca                                                             | Euro 2016 - 1º turno                                                  | -                                                                     | 82’                                                                   |
| 17-6-2016                                                             | Nizza                                                                 | Spagna                                                                | 3 – 0                                                                 | Turchia                                                               | Euro 2016 - 1º turno                                                  | 1                                                                     |                                                                       |
| 21-6-2016                                                             | Bordeaux                                                              | Croazia                                                               | 2 – 1                                                                 | Spagna                                                                | Euro 2016 - 1º turno                                                  | -                                                                     | 60’                                                                   |
| 27-6-2016                                                             | Saint-Denis                                                           | Italia                                                                | 2 – 0                                                                 | Spagna                                                                | Euro 2016 - Ottavi di finale                                          | -                                                                     | 41’ 46’                                                               |
| 5-9-2016                                                              | León                                                                  | Spagna                                                                | 8 – 0                                                                 | Liechtenstein                                                         | Qual. Mondiali 2018                                                   | -                                                                     | 46’                                                                   |
| 9-10-2016                                                             | Scutari                                                               | Albania                                                               | 0 – 2                                                                 | Spagna                                                                | Qual. Mondiali 2018                                                   | 1                                                                     | 60’                                                                   |
| 15-11-2016                                                            | Londra                                                                | Inghilterra                                                           | 2 – 2                                                                 | Spagna                                                                | Amichevole                                                            | -                                                                     | 78’                                                                   |
| Totale                                                                |                                                                       | Presenze                                                              | 16                                                                    |                                                                       | Reti                                                                  | 6                                                                     |                                                                       |

## Palmarès

### Club
- Campionato spagnolo: 1

Barcellona: 2010-2011
- Coppa di Lega portoghese: 1

Benfica: 2011-2012